# Bogdany (Frombork)
Pour les articles homonymes, voir Bogdany.
Bogdany est un village polonais de la voïvodie de Varmie-Mazurie, dans le powiat de Braniewo.